# Sardi's
Sardi's es un restaurante ubicado en el 234 de la Calle 44 Oeste (entre Broadway y la Octava Avenida) en el Distrito teatral de Manhattan, en la Ciudad de Nueva York. Conocido por los cientos de caricaturas de celebridades del espectáculo que adornan sus paredes, Sardi fue inaugurada en su ubicación actual el 5 de marzo de 1927.

## Creación y primeros años
Melchiorre Pio Vincenzo "Vincent" Sardi Sr. (nacido en S. Marzano Oliveto, Italia, el 23 de diciembre de 1885 – fallecido el 19 de noviembre de 1969) y su esposa Eugenia ("Jenny") Pallera (nacida en Castell'Alfero, Italia el 14 de julio de 1889), abrieron su primer restaurante, The Little Restaurant, en el subsuelo del 246 de la Calle 44 Oeste, en 1921. Cuando el edificio fue programado para ser demolido en el año 1926 (para construir el teatro St. James), ellos aceptaron la oferta de los hermanos Schubert, magnates teatrales, para trasladarse a un nuevo edificio que los hermanos estaban erigiendo en la manzana. El nuevo restaurante, Sardi's, fue inaugurado el 5 de marzo de 1927.
Cuando el negocio se desaceleró tras la mudanza, Vincent Sardi buscó un gancho para atraer clientes. Recordando a las caricaturas de estrellas de cine que decoraban las paredes de Joe Zelli's, un restaurante y club de jazz parisino, Sardi decidió recrear ese efecto en su establecimiento. Él contrató a un refugiado ruso llamado Alex Gard (1898-1948) (nacido como Alexis Kremkoff en Kazan, Rusia) para que este dibujara a celebridades de Broadway Sardi y Gard elaboraron un contrato que estipulaba que Gard haría las caricaturas a cambio de una comida al día en el restaurante. La primera caricatura oficial de Gard fue de Ted Healy, artista de vodevil que lanzó a los Tres Chiflados a la fama. Cuando el hijo de Sardi, Vincent, Jr. (1915-2007), asumió las operaciones del restaurante en 1947, él se ofreció a cambiar los términos del acuerdo. Gard se negó y continuó a dibujar las caricaturas a cambio de comida hasta su muerte.[cita requerida]

## Tope de popularidad

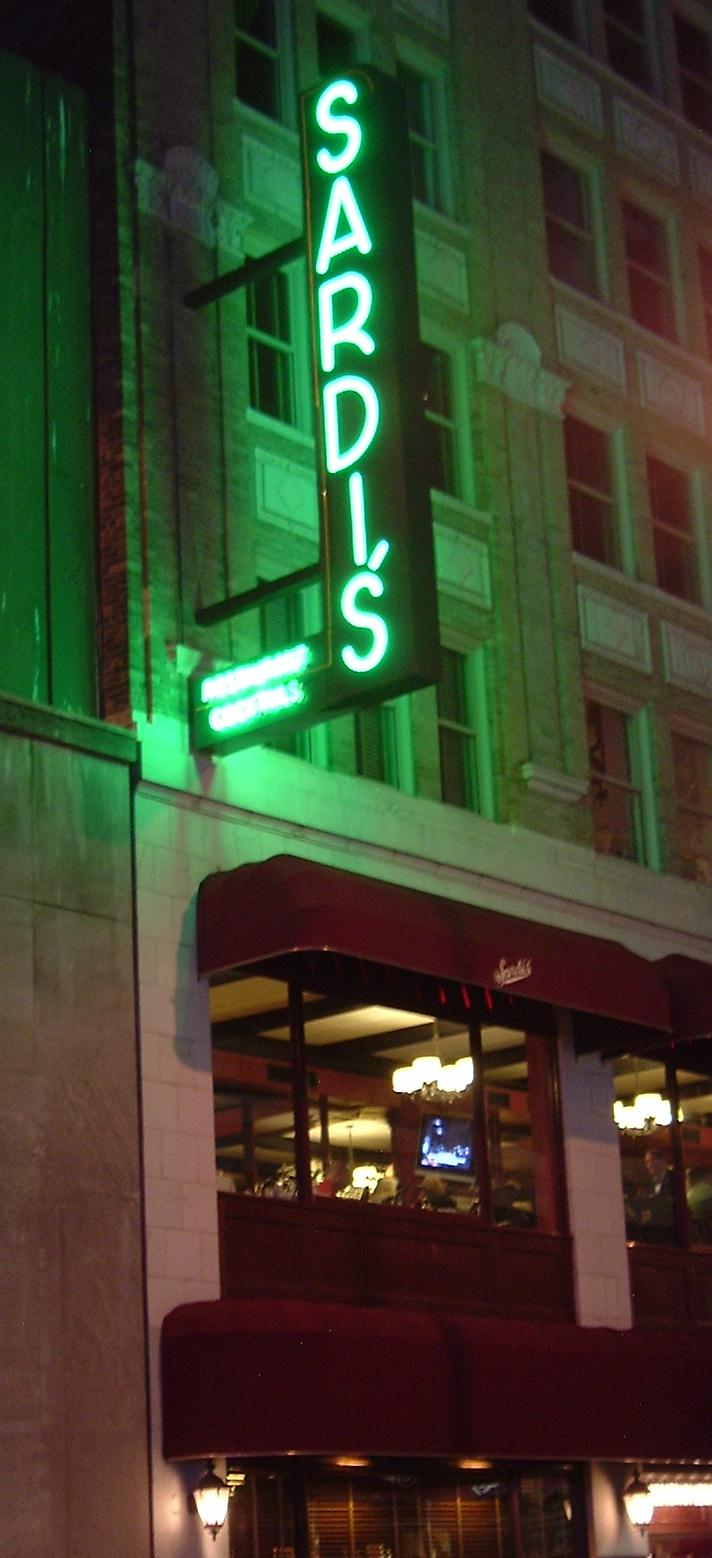
Letrero de neón del restaurante

Frecuentes menciones del restaurante por los columnistas de sociedad Walter Winchell y Ward Morehouse contribuyeron a la creciente popularidad de Sardi's. Ambos pertenecían a un grupo de periodistas y críticos teatrales que se reunían para almorzar regularmente en Sardi y se autodenominaban como el Cheese Club. Heywood Broun, Mark Hellinger, el periodista Irving Hoffman, el actor George Jessel, y Ring Lardner también fueron miembros del Club. De hecho, Hoffman fue el primero en traer a Alex Gard a Sardi para almorzar en la mesa del Cheese Club. Gard dibujó caricaturas de los miembros del Club, y Vincent Sardi las colgó encima de la mesa. Entonces este recordó los dibujos de Zelli's e hizo su trato con Gard.
El restaurante se hizo conocido como un punto de reunión entre los artistas, especialmente en noches de estreno. Vincent Sardi, un amante del teatro, mantuvo abierto su restaurante mucho más tarde que otros en la zona para acomodar los horarios de los artistas.
Alex Gard, quién creó más de 700 caricaturas para el restaurante, murió en 1948. En su reemplazo, John Mackey pasó a dibujar para el restaurante, pero pronto fue sustituido por Don Bevan, quien hizo los dibujos hasta 1974, cuando se retiró y fue reemplazado por Richard Baratz, un grabador de profesión oriundo de Brooklyn. Baratz, radicado en Pennsylvania, continúa hasta el día de hoy como el caricaturista del Sardi's. A la fecha, hay más de 1.300 caricaturas en las paredes del recinto.[cita requerida]
Según Judy Katz, portavoz del actor Robert Cuccioli, en una entrevista con Playbill: "El día que falleció Jimmy Cagney, su caricatura fue robada de la pared. Desde entonces, cuando los dibujos realizados, los originales van a una bóveda, y se hacen dos copias. Uno lo recibe la afortunada figura retratada, el otro en la pared de Sardi's. Así, los posibles ladrones no tendrán su momento."
En 1979, Vincent Sardi, Jr donó una colección de 227 caricaturas del restaurante a la Colección Teatral Billy Rose de La Biblioteca Pública de Nueva York para las Artes Escénicas.[cita requerida]
Mientras que la familia Sardi familia era italiana, el menú del restaurante más bien tiende hacia la "gastronomía inglesa", un menú Continental. En 1957, Vincent Sardi, Jr colaboró con Helen Bryson para compilar un libro de cocina con recetas del restaurante. Se levanta el telón en Sardi's contiene cerca de 300 recetas que abarcan desde un sándwich de queso a la plancha hasta un cóctel de champaña. Sin embargo, para 1987, Zagat describía la comida como "un hazmerreír culinario." Un cliente encuestado llamó a Sardi's "el chiste de más larga data en Broadway".
En 1932, una ubicación de Sardi 's en Los Ángeles abrió en Hollywood Boulevard, donde fue igualmente popular entre las celebridades. Actualmente está cerrado.

## Hoy

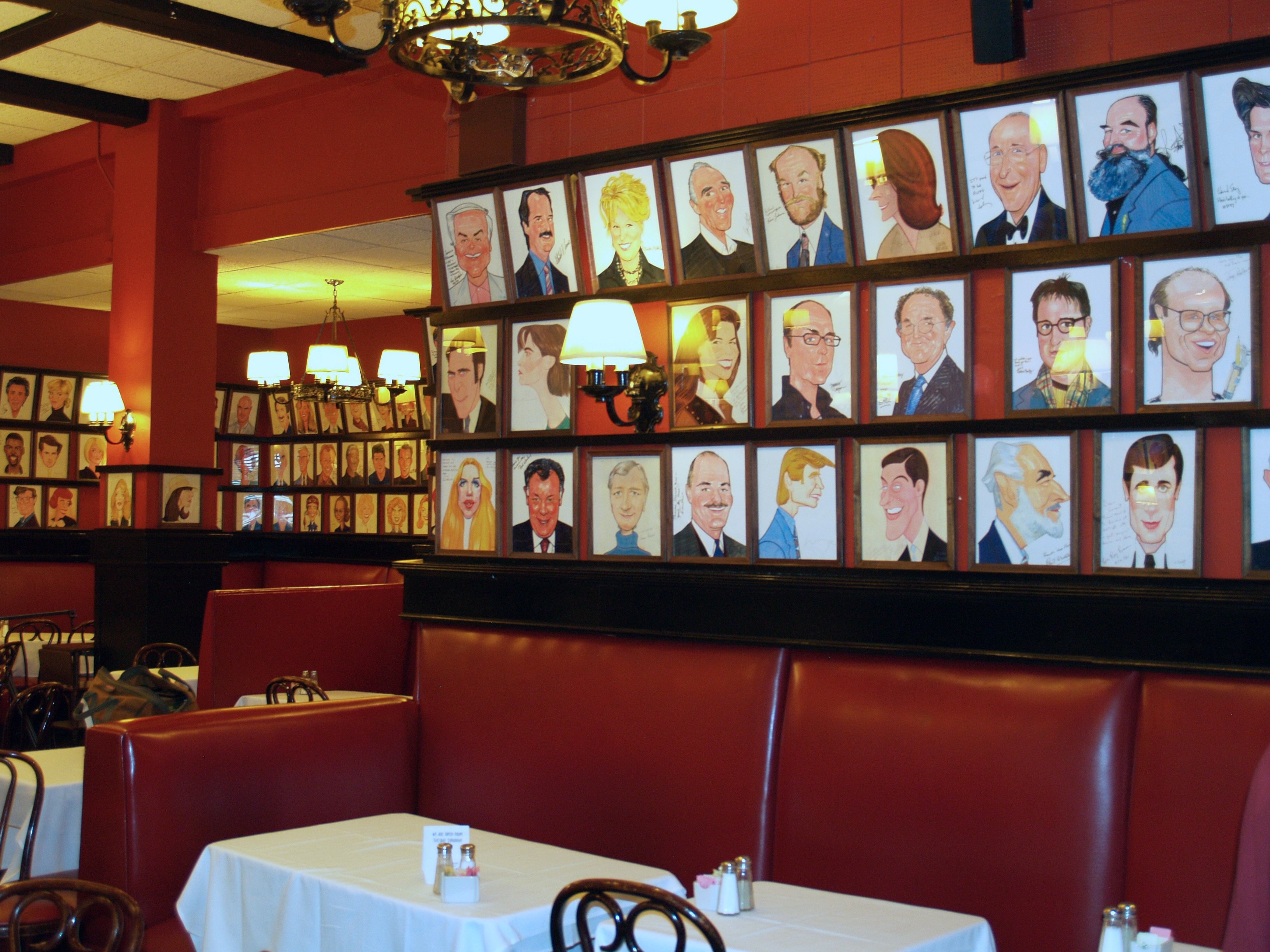
El salón comedor de la planta baja, con caricaturas de celebridades adornando las paredes.

Sardi's fue donde fue concebido el Premio Tony; tras la muerte de Antoinette Perry en 1946, su pareja, el productor y director teatral Brock Pemberton, estaba almorzando en Sardi's cuando se le ocurrió la idea de un premio que fuese otorgado en honor de Perry. Por muchos años, las nominaciones a los Tony fueron anunciadas en el restaurante. Vincent Sardi, Sr. recibió un Premio Tony especial en 1947, el primer año de los premios, para "proporcionar un hogar transitorio y estación de confort para los artistas de teatro en Sardi's por 20 años". En 2004, Vincent Sardi, Jr. recibió un Tony Honor a la Excelencia en el Teatro. Sardi's es también donde se presentan los Outer Critics Circle Awards, así como muchos otros eventos de Broadway, conferencias de prensa, y celebraciones.
El restaurante es hoy en día considerada una institución de Broadway, al punto que el compositor Stephen Sondheim señaló en una entrevista en 2000, lamentando los cambios en el ambiente teatral de Nueva York. Cuando se le preguntó respecto a la comunidad de Broadway, Sondheim respondió, "No existe en absoluto. Los escritores elaboran un espectáculo cada dos o tres años. Quién se congrega en Sardi's? Por qué habría que congregarse? Las obras simplemente se quedan sentadas en los teatros."

## En la cultura popular

### Cine
Entre las películas que han filmado escenas en Sardi's, se incluyen:
- Love Is A Racket con Douglas Fairbanks Jr. y Ann Dvorak (1932)
- The Velvet Touch con Rosalind Russell (1948)
- Forever Female con Ginger Rogers, William Holden y Paul Douglas (1953)
- The Country Girl con Bing Crosby, Grace Kelly y William Holden (1954)
- But Not for Me, con Clark Gable (1959)
- Please Don't Eat the Daisies, con David Niven y Doris Day (1960)
- Critic's Choice (1963)–, Mientras que esta película protagonizada por Bob Hope y Lucille Ball se rodó en Hollywood, el interior de Sardi's fue auténticamente recreado con menús, platos y objetos de interés enviados desde el restaurante.
- No Way to Treat a Lady (1968)
- Made for Each Other con Renée Taylor y Joseph Bologna (1971)
- The Fan (1981)
- ¡Pero que buena madre es mi padre! (1982)
- El Rey de la Comedia (1983) – Incluye una aparición del dibujante Richard Baratz
- Los Muppets se toman Manhattan (1984)
- Días De Radio (1987)
- Switch (1991), dirigida por Blake Edwards – Ellen Barkin y Lorraine Bracco hablar de su relación a lo largo de una cena en Sardi del
- Naked in New York (1993)
- Los Productores (2005)
- Shortcut to Happiness (2007) con Alec Baldwin, Jennifer Love Hewitt, y Anthony Hopkins.
- Frost/Nixon (2008) – David Frost le habla del restaurante a John Birt cuando ambos se dirigen a California.

### Televisión
- En el episodio del 20 de enero de 1957 de The Steve Allen Show, Ingrid Bergman y Kirk Douglas fueron entrevistados por Steve Allen en Sardi's. Los actores estaban allí para recibir el New York Film Critics Award.
- En el episodio de The Twilight Zone, "A Stop at Willoughby", el personaje de James Daly, Gart Williams, le pide a la secretaria de su protegido que lo busque en Sardi's.
- En el episodio de M*A*S*H, "House Arrest", Hawkeye Pierce es escoltado hacia el pantano por la patrulla militar. Él les pide que pueda llegar a casa rápidamente pues "iré a comer a Sardi's esta noche."
- En el episodio de Newhart, "Saturday in New York with George", el personaje de Bob Newhart, Dick Loudon, se ofrece a llevar a George Utley a un deli que atienda toda la noche. Utley le responde que comer en cualquier lugar después de Sardi sería "una decepción".
- En el episodio de Seinfeld, "The Summer of George", se aprecia el exterior de Sardi's mientras Kramer come allí tras aceptar fraudulentamente un Premio Tony.
- En el episodio de Mad Men, "The New Girl" (temp. 2), Donald Draper llega a Sardi's para beber con Bobbie Barrett, cuando se topa con su exnovia, Rachel Menken, quien le presenta su marido, Tilden Katz. Las caricaturas son claramente visibles a lo largo de la pared durante la escena.
- En el episodio de Glee, "New York", Finn Hudson llevó a Rachel Berry para una cita, encontrándose con Patti LuPone allí.
- En el episodio "Love, Love, Love", de la misma serie, Rachel Berry pasa por el lugar y observando su interior mientras canta "Yesterday".

### Libros
Entre los libros que han hecho referencia a Sardi's se incluyen:
- En "Zooey" de Franny y Zooey, de J. D. Salinger, se hace un paralelismo entre las atiborradas paredes del apartamento de la Familia Glass y las de Sardi's.
- En Someday Someday Maybe, de Lauren Graham, Franny y Dan se dan el primer beso
- Los diamantes son eternos, de Ian Fleming
- En Don't Stop the Carnival, de Herman Wouk, el protagonista Norman Paperman, quien trabaja en relaciones públicas, considera al Sardi's su lugar preferido para entretener a su clientela.
- En "Humboldt's Gift", de Saul Bellow, el protagonista Charlie Citrine cita el nombre de Sardi's como un símbolo de popularidad lograda y elegancia.

### Canciones
Entre las canciones que se hace referencia a Sardi's se incluyen:
- "This Could Be the Start of Something (Big)" (música y letra de Steve Allen)
- "I Wanna Be A Producer (Los Productores (musical))" (música y letra de Mel Brooks)
- "Part Of It All" (música y letra de Jeff Bowen)

## Emisiones radiales
El 8 de marzo de 1947, Vincent Sardi, Jr. comenzó un programa de radio transmitido en vivo desde el salón comedor, llamado Luncheon in Sardi's. Su presentador original fue Bill Slater. Posteriormente tomaron su lugar Tom Slater, Ray Heatherton y Arlene Francis. Actualmente, Joan Hamburg, de la estación WOR, realiza ocasionalmente emisiones desde Sardi's.